# Университетский проспект (Кривой Рог)
Университетский проспект (укр. Університетський проспект; до 2024 года — проспект Гагарина) — проспект в городе Кривой Рог, Украина.

## История
Начало формирования проспекта пришлось на 1950-е годы, развитие получил в 1960—1970-е годы.
26 января 2024 года, решением № 2421 Криворожского городского совета, переименован в Университетский проспект.

## Характеристика
Проспект в Саксаганском, Металлургическом и Долгинцевском районах города. Начинается на площади 95-й квартал и тянется на восток через 95—98 кварталы, затем Новинку и заканчивается на площади Героев Кривбасса (ранее площадь Маяковского, также известна как «Кольцо Автовокзала»).
Двухсторонний шестиполосный асфальтированный проспект. Общая длина проспекта составляет 1,75 км, ширина — 20 м, площадь — 35 000 м².
На проспекте размещено 42 высотных дома. Всего в пределах проспекта живущего населения 8640 человек. Имеет 2 гектара зелёных насаждений.

## Транспорт
Является важной транспортной магистралью города — по проспекту ходят троллейбусы, автобусы и маршрутные такси, в начале проспекта к нему прилегает станция скоростного трамвая «Городской Совет».